# Christophe Clivaz
Christophe Clivaz, né le 7 janvier 1969 à Sierre (originaire de Crans-Montana), est une personnalité politique suisse, membre des Verts.
Il est député du canton du Valais au Conseil national depuis 2019.

## Biographie
Christophe Clivaz naît le 7 janvier 1969 à Sierre, dans le canton du Valais. Il est originaire de Randogne (aujourd'hui Crans-Montana) et issu d'une famille paysanne. Son père est paysan-vigneron. 
Il grandit à Venthône et habite ensuite à Lausanne. Après une scolarité au lycée-collège des Creusets, il étudie les sciences politiques à l'Université de Lausanne, puis obtient un diplôme d'études supérieures de l'Université de Genève en management et analyse des politiques publiques et enfin, en 2000, un doctorat en administration publique à l'Université de Lausanne portant sur l'écologisation des politiques suisse et valaisanne du tourisme,.
Christophe Clivaz travaille d'abord comme professeur d’économie touristique et de développement durable à la Haute École spécialisée de Suisse occidentale Valais de Sierre, puis professeur assistant à la Fondation universitaire Kurt Bösch à Sion. En 2015, il est nommé professeur associé à l'Institut de géographie et durabilité de l'Université de Lausanne, sur son site de Sion ; il y enseigne et poursuit des recherches dans le domaine de la politique touristique.
Marié et père de deux enfants, il habite à Sion.

## Parcours politique

### Échelons communal et cantonal
Engagé au sein des Verts, il est d'abord élu conseiller général (législatif) à Sion de 2005 à 2008. En 2009, il rejoint le conseil municipal (exécutif), dans lequel il s'occupe du département de l'urbanisme et de la mobilité.
Il est également député au Grand Conseil valaisan pour la législature 2013-2017, qu'il quitte en 2016.
En 2013, il est candidat au Conseil d'État lors des élections cantonales valaisannes de 2013. Arrivé dernier au 1er tour, il ne se présente pas au 2e tour.

### Conseiller national
Déjà candidat en 2007, 2011 et 2015, il se présente à nouveau au Conseil national lors des élections fédérales de 2019. Il devient à cette dernière occasion le premier écologiste valaisan élu au parlement suisse malgré une campagne discrète. Il siège au sein de la Commission de l'environnement, de l'aménagement du territoire et de l'énergie (CEATE).
Il est réélu en 2023, avec un budget de campagne annoncé de zéro franc.

### Positionnement politique
Il a notamment soutenu la Lex Weber,.

## Publications
- Christophe Clivaz, Camille Gonseth et Cecilia Matasci, Tourisme d'hiver, le défi climatique, Presses polytechniques et universitaires romandes, coll. « Savoir suisse », 2016, 144 p. (EAN 9782889151516)
- Christophe Clivaz, Influence des réseaux d'action publique sur le changement politique : le cas de l'écologisation du tourisme alpin en Suisse et dans le canton du Valais (thèse de doctorat en administration publique), Bâle, Helbing Lichtenhahn, coll. « Oekologie & Gesellschaft », 2000, 404 p. (OCLC 50384874, DOI 10.1002/j.1662-6370.2001.tb00308.x)